# Leela’s Homeworld
Leela’s Homeworld (с англ. — «Родной мир Лилы») — второй эпизод четвёртого сезона мультсериала «Футурама». Североамериканская премьера этого эпизода состоялась 17 февраля 2002 года.

## Сюжет
Лила — капитан корабля компании «Межпланетный экспресс», наиболее дисциплинированный член команды. Лишённая родителей с рождения, большую часть серий она верит, что она — инопланетянка (она выглядит полностью как человек, за исключением того факта, что у неё только один глаз), и хочет узнать о своём происхождении.
В данном эпизоде выясняется, что она не инопланетянка, а дочь мутантов, живущих в коммуникациях под городом (Новым Нью-Йорком) и отдавших её в сиротский приют в надежде, что её ждёт лучшая жизнь.
В этой серии Бендер утилизирует отходы профессора, сливая их в канализацию к мутантам, и открывает фирму по утилизации отходов. Как только Бендер говорит, что он наверху, а мутанты внизу (то есть они ничего ему не сделают), они утаскивают Бендера, Лилу и Фрая к себе в канализацию. Мутанты хотят окунуть пленников в радиоактивное озеро, чтобы они мутировали, а Бендера решено просто поколотить, ведь у него нет ДНК, которое может мутировать. В последний момент их спасают два мутанта в капюшонах. Но остальные мутанты всё равно настроены их убить — и пускаются в погоню. Во время бегства Лила находит музей самой себя, экспонатами которого стали вещи, которые были смыты ею в унитаз. Толпа хватает беглецов, но их снова спасают два мутанта в капюшонах. Их отправляют на воздушном шаре до лестницы, которая ведет наверх. Фрай и Бендер быстро выбираются, но Лила решает остаться и узнать, кто были эти два незнакомца. Она ныряет в радиоактивное озеро, но не мутирует. Тем временем Фрай в приюте забирает у директора записку, с которой Лила была подброшена более 20 лет назад. Машина профессора «переводит» непонятные символы, из которых мы узнаём, что родителями Лилы были мутанты.
Лила находит мутантов в доме, где были развешаны её портреты, находит у одного из них копию своего браслета и пытается убить их за убийство своих инопланетных родителей. В эту секунду сверху проваливается Фрай и снимает капюшоны с родителей Лилы. Лила принимает их как родителей и обнимает их. Наступает плачущее воссоединение, и эпизод завершается монтажом сцен, в которых родители Лилы тайно наблюдают за ней на протяжении всей её жизни.